# Anatolij Karpov
Anatolij Jevgeňjevič Karpov (rusky Анато́лий Евге́ньевич Ка́рпов, * 23. května 1951, Zlatoust, Čeljabinská oblast) je ruský šachista, který byl mistrem světa v šachu v letech 1975–1985 a znovu v letech 1993–1999 (sporný titul uznávaný FIDE).

## Mládí
Narodil se dne 23. května 1951 ve městě Zlatoustu na Urale. Šachy se naučil hrát jako čtyřletý od svého otce a v 11 letech se stal kandidátem mistra. Díky tomu se roku 1963 dostal na prestižní šachovou školu Michaila Botvinnika, i když ten zpočátku o Karpovově budoucnosti neměl vysoké mínění. Karpov však projevil talent, rychle se zlepšoval a už roku 1966 se stal mistrem Sovětského svazu, nejmladším v historii (spolu s Borisem Spasským). První zahraniční turnaj odehrál v zimě 1966 v Třinci.
Následně začal vítězit také v mezinárodních turnajích, roku 1967 vyhrál evropské juniorské mistrovství v Groningenu a roku 1969 světové juniorské mistrovství ve Stockholmu. Roku 1970 získal titul velmistra.
Díky dalším úspěchům v různých vrcholných soutěžích se kvalifikoval do turnaje kandidátů roku 1974, který vyhrál (ve finále porazil o 20 let staršího Viktora Korčného), a získal tedy nárok vyzvat úřadujícího mistra světa Bobbyho Fischera.

## Mistr světa v šachu
K napjatě očekávanému zápasu Fischer–Karpov mělo dojít roku 1975, ale když FIDE odmítla bezvýhradně splnit mistrovy požadavky na formát zápasu, Fischer se účasti vzdal. Federace to vyložila ve smyslu, že se vzdává svého titulu, který tak byl dán Karpovovi – poprvé a zatím naposled v historii kontumačně.
Karpov se pak snažil dokázat, že mu titul mistra světa právem náleží, a nevynechal v následujících letech téměř žádný velký světový turnaj – vyhrál jich devět po sobě, což byl rekord překonaný později až Kasparovem. Většinu šachových profesionálů tak o své legitimitě brzy přesvědčil.
Svůj titul mistra světa pak řádně obhájil roku 1978 a znovu 1981, v obou případech proti Korčnému.
Průběh Karpovovy třetí obhajoby položil základ jeho známé, mnohaleté a hluboké rivality s krajanem Garrim Kasparovem, s nímž v 80. letech vedl gigantický souboj o titul a posléze nepřímý souboj o prestiž dvou konkurenčních titulů. Jejich první vrcholný zápas (1984, hraný na 6 vítězství) FIDE ukončila po 48 partiích za stavu 5:3 pro Karpova, ovšem v okamžiku, kdy Karpov začal prohrávat (v jednom okamžiku už Karpov vedl 5:0), neboť už podle něj trval příliš dlouho. Kontroverzní rozhodnutí FIDE ukončit zápas a později jej opakovat od nuly oba šachisté označovali za nespravedlivé a velice přispělo k napětí mezi nimi.
O rok později se zápas opakoval za změněných podmínek (24 partií) a Karpov prohrál 11:13 – tím po deseti letech přišel o titul mistra světa v šachu.

## Snaha o návrat
Karpov se však nevzdal a střetl se s Kasparovem o titul ještě třikrát, v letech 1986 (11,5:12,5), 1987 (12:12) a 1990 (11,5:12,5). Jejich rivalita až nenávist měly i politické pozadí, Kasparov považoval Karpova za chráněnce nomenklatury a nesnášel ho i po rozpadu Sovětského svazu („Nemám rád nacionalisty, komunisty ani fašisty, a proto nemám rád ani jeho. On je nacionální komunista.“).

Anatolij Karpov v roce 1993

## Mistr světa FIDE
Po vystoupení Kasparova z FIDE (1993) se Karpov stal, opět bez souboje se svým rivalem, mistrem světa v šachu podle FIDE (1993–1999). Prestiž tohoto titulu byla však tehdy pochybná, neboť nejsilnější šachisté té doby opustili FIDE, jejíchž šampionátů se nadále neúčastnili, a založili konkurenční organizaci PCA s vlastním šampionátem. Kasparov s Karpovem měli svést ještě jeden nepřímý souboj: o prestiž svých titulů.
Zpočátku to ještě vypadalo pro FIDE a Karpova velmi dobře: v roce 1994 se on i Kasparov zúčastnili superturnaje v Linares, kde nechyběla prakticky celá šachová špička (byl to první turnaj XVIII. kategorie v historii, průměrné Elo hráčů bylo 2685). Kasparov vzhledem k impozantnímu obsazení turnaje prohlásil, že vítěz se bude moci právem nazývat „šampiónem turnajů“. Toto první nepřímé měření sil, které mělo též porovnat sílu obou šampiónů a prestiž obou titulů, skončilo fantastickým Karpovovým vítězstvím. Předvedl nejlepší turnajový výkon své kariéry, turnajem prošel bez porážky a s 11 body ze 13 možných předstihl 2.–3. Kasparova a Širova o neuvěřitelných 2,5 bodu (byl to největší procentní náskok vítěze turnaje nejvyšší třídy od Aljechinova vítězství v San Remu v roce 1930). Některá Karpovova vítězství představovala absolutní vrchol šachového mistrovství, výhru nad Topalovem mnozí kometátoři považují za nejlepší partii jeho života. Vnitroturnajový Elo rating Karpova (tedy Elo vypočítané pouze na základě výsledků tohoto turnaje) dosáhl neuvěřitelných 2985 bodů, což je dodnes nepřekonaný rekord.
Stárnoucí Karpov však postupně slábl, zatímco Kasparov sílil. V druhé polovině 90. let už nebylo pochyb o tom, že se situace změnila. Zatímco Kasparov nezpochybnitelným způsobem dominoval turnajům a téměř vždy končil první, Karpov se často umisťoval až v hloubi tabulky. Karpov obhájil svůj titul v roce 1996 v zápase s Kamským (+6−3=9), nicméně prestiž jeho titulu dále upadala a množily se i kritiky, že Karpova krom zápasového mistrovství drží u titulu i obrovské zvýhodnění úřadujícího mistra světa, který nemusí absolvovat vyčerpavající turnaje a zápasy, kterými prochází vyzyvatel, a v případě remízy navíc zůstává u titulu.
FIDE, čelící stále silnějšímu tlaku a ovlivněná i klesající prestiží titulu, se nakonec rozhodla způsob zápasů reformovat. První reforma ovšem podle kritiků Karpova ještě více zvýhodnila – kandidáti se stále museli k němu probojovat a on nastupoval odpočatý až ve finále k malému zápasu. V roce 1998 remizoval s Ánandem (+2−2=2), aby ho pak vyřadil v tiebreaku 2:0 (tiebreak byl ve srovnání s předchozím systémem jediným zlepšením z pohledu vyzyvatele). Karpovovi v té době patřila 6. příčka v TOP ELO listině. Kritika systému mistrovství poté ještě zesílila a FIDE nakonec pod tlakem rozhodla, že od roku 1999 se mistr světa musí účastnit soutěží kandidátů. Karpov se poté další obhajoby titulu vzdal.
V roce 2005 navštívil šachový festival v Praze, kde hrál mj. i dvě partie s Davidem Navarou, a kromě toho si zahrál simultánku s 25 českými vybranými šachovými amatéry.

## Kandidatura na prezidenta FIDE
V březnu 2010 Karpov ohlásil svoji kandidaturu na prezidenta FIDE jako jediný protikandidát. V kampani vystoupil kriticky k jednání FIDE a jeho dlouholetého prezidenta s tím, že je potřeba „obnovit pořádek“. V kampani v jeho prospěch se účastnil i jeho bývalý rival Garry Kasparov a současný mistr světa Magnus Carlsen. Podporu vyjádřil i Nigel Short, britský kandidát na šachového mistra světa a pozdější prezidentský protikandidát. Volby se uskutečnily v září 2010 v době 39. šachové olympiády. Nicméně 29. září byl opět zvolen dosavadní prezident Kirsan Iljumžinov, a to 95 hlasy proti 55.

## Politická kariéra
Karpov je od roku 2011 poslancem Státní dumy za Jednotné Rusko. Během rusko-ukrajinského konfliktu v roce 2022 na něj Evropská unie uvalila sankce. V březnu 2022 mu FIDE doživotně odňala titul velvyslance FIDE pro jeho podporu invaze na Ukrajinu.
Ještě v březnu dal Karpov najevo nesouhlas s válkou, a v rámci strany Jednotné Rusko se tak stal jedním z mála jejích kritiků. „Přál bych si, aby (válka) skončila dříve, aby přestali umírat mírumilovní lidé... Politici a generálové rozhodují a obyčejní lidé bojují, umírají,“ řekl Karpov a dodal, že na Ukrajině má mnoho přátel.

## Zdravotní stav
Na konci října 2022 byl Karpov hospitalizován v Moskvě poté, co za nevysvětlených okolností utrpěl poranění mozku a zlomeninu stehenní kosti. Objevila se spousta protichůdných informací jako domácí napadení, uklouznutí na ulici, infarkt, umělý spánek nebo naopak žádné zlomeniny a jen plánované vyšetření. V listopadu 2022 se ze svého zranění zcela zotavil.